# Чернявский, Андрей Гавриилович
Андрей Гавриилович Чернявский (1867—1937) — начальник ряда губерний Российской империи, действительный статский советник.

## Биография
Из потомственных дворян. Уроженец Херсонской губернии.
Высшее образование получил в Новороссийском университете, юридический факультет которого окончил в 1893 году. По окончании университета поступил на службу в Министерство государственных имуществ, состоял чиновником особых поручений при Черниговском управлении государственных имуществ. В 1900 году был причислен к Министерству земледелия и государственных имуществ.
С 11 мая 1902 года перешел в Министерство внутренних дел. 1 марта 1903 года был назначен правителем канцелярии тифлисского губернатора, 21 декабря 1905 года — тифлисским вице-губернатором и, наконец, 10 мая 1911 года — исправляющим должность тифлисского губернатора. 6 декабря 1912 года награжден чином статского советника. 23 июня 1914 года назначен вятским губернатором. 30 октября 1915 года перемещён на ту же должность в Минск, а 21 ноября произведен в действительные статские советники. 15 августа 1916 года назначен екатеринославским губернатором. После Февральской революции, 31 мая 1917 года был уволен от должности, согласно прошению, по болезни.
В Гражданскую войну участвовал в Белом движении на Юге России. После занятия Киева Добровольческой армией, 1 (14) сентября 1919 года вступил в исправление должности губернатора Киевской области ВСЮР.
По окончании Гражданской войны переехал в Тифлис. В 1930 и 1933 годах арестовывался за контрреволюционную деятельность. В 1937 году работал кассиром Тбилисской музыкальной студии. В ноябре 1937 года был вновь арестован, обвинялся по статьям 58-1-а, 58-11 УК ГССР в том, что:

являлся активным членом контрреволюционной шпионской организации с 1922 г., осуществлял шпионскую деятельность в пользу одного из иностранных государств. С 1922 г. был тесно связан с известным агентом иностранной разведки Симоновским Исаем Вениаминовичем, высланным в 1930 г. из пределов СССР, который и привлек к шпионской работе Чернявского А. Г. Виновным себя признал полностью. Изобличается показаниями участника контрреволюционной троцкистской диверсионной вредительской шпионской организации Чичинадзе В. А.

3 декабря 1937 года тройкой при НКВД Грузинской ССР приговорен к ВМН с конфискацией личного имущества и 11 декабря того же года расстрелян.

## Награды
- Орден Святого Станислава 3-й ст. (1897)
- Орден Святой Анны 2-й ст. (1905)
- Орден Святого Владимира 4-й ст. (1908)

Иностранные:
- персидский Орден Льва и Солнца 2-й ст.
- саксонский Орден Альбрехта, командорский крест 1-го класса со звездой